# Yara Nijboer
Yara Maria Nijboer (Deventer, 17 september 1992) is een voormalige Nederlandse handbalster. Na drie kruisbandblessures, stopte ze na het seizoen 2017/2018.
Yara Nijboer heeft te maken gehad met zwaar blessureleed. In maart 2015 had ze haar voorste kruisband van de rechterknie afgescheurd. In september 2016 scheurde ze vervolgens haar voorste kruisband in haar linkerknie.